# Sint Pieter (Sluis)
Sint Pieter  is een buurtschap in de gemeente Sluis. De buurtschap ligt ten westen van Nieuwvliet en ten zuiden van Nieuwvliet-Bad. Sint Pieter bestaat uit enkele huizen en een dierenpension aan de Kapelleweg.  De buurtschap ligt in de Eerste Sint Janspolder. Er heeft lang een heerlijkheid bestaan met de naam Sint Pieter, deze werd echter in 1529 samengevoegd met Mettenije en het oude Nieuwvliet tot de nieuwe heerlijkheid Nieuwvliet.

## Geschiedenis
Op de plek van de huidige buurtschap lag voorheen de voorloper van het dorp Nieuwvliet, ook wel Sint-Pier of Oud-Nieuwvliet genoemd. Het dorp werd tijdens de Sint-Felixvloed van 1530 overspoeld maar in 1533 weer hersteld. Waarschijnlijk is het tijdens de Tachtigjarige Oorlog verwoest door soldaten uit Brugge. Het dorp Nieuwvliet werd sindsdien verplaatst naar zijn huidige locatie. De Spanjaarden stichtten echter op de plek van het oude dorp een schans met de naam Sint Pieter. Rondom deze schans zou de latere buurtschap ontstaan. Vanaf 1811 tot en met 1832 werd er gesproken van de buurtschap Kapelle van Sint Pieter. Kaarten van 1912 tot en met 1935 zeggen dat er op de plek aan de Kapelleweg tol werd geheven. Deze laatste twee kaarten plaatsen echter Kapel St. Pieter (wellicht foutief) langs de Strijdersdijk in Cadzand.

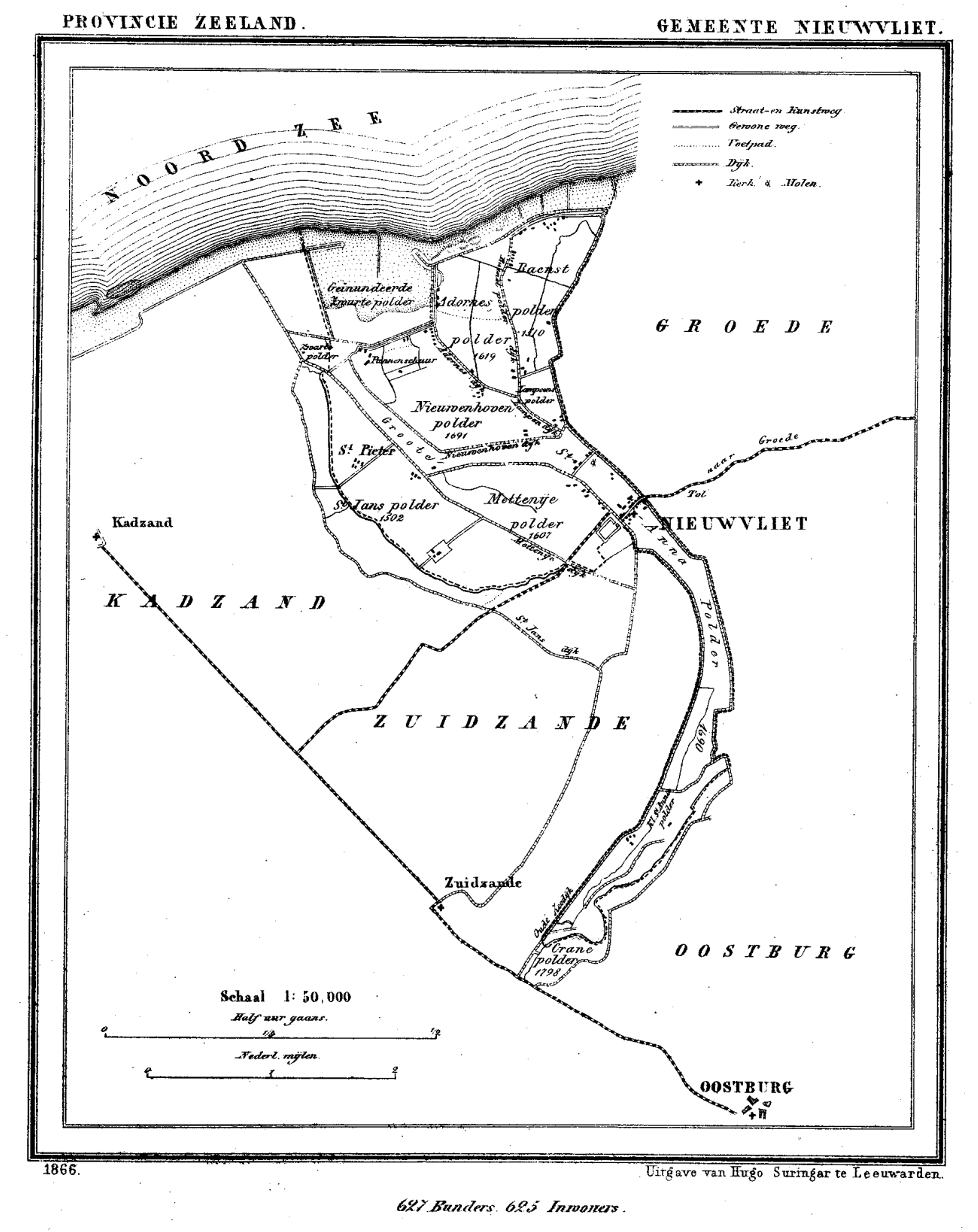
Een gemeentekaart van de gemeente Nieuwvliet uit 1866 met St.-Pieter aangegeven.

Steden: Aardenburg · IJzendijke · Oostburg · Sint Anna ter Muiden · Sluis

Dorpen: Breskens · Cadzand · Eede · Groede · Hoofdplaat · Nieuwvliet · Retranchement · Schoondijke · Sint Kruis · Waterlandkerkje · Zuidzande

Buurtschappen: Akkerput · Bakkersdam · Balhofstede · Biezen · Boerenhol · Braamhul · De Brabander · De Bracke · Cadzand-Bad · Cathelijneschans/Schans · Dam · De Dam · Draaibrug · Halve Maantje · Hans Vriezeschans · Het Eiland · Goedleven · Groeneboomgaard · Grootendam/De Hoogedam · Heille · Hoogendijk · Hoogeweg · Kapitalendam · Ketelaarstraat · Klakbaan · Klein-Brabant · Konijnenberg · Koninginnehaven · Kruisdijk · Kruishoofd · Maagdenberg · Maagd van Gent (deels) · Maaidijk · Marollenput · Moershoofde (deels) · Moleke (deels) · Molentje · Mollekot (deels) · De Munte · Nieuwesluis · Nieuwland · Nieuwvliet-Bad · Nolle · Nummer Een · Oostburgsche Brug · Oosthoek (deels) · Oudeland · Oudemenne · De Pas · Plankenpoortje · Plakkebord · De Platluis · Polderstraat/Steenoven · 't Poldertje · Ponte · Ponte-Avancé · Pyramide · Rijksweg · Ronduit · Roodenhoek · Sasput · Scherpbier · Sint Pieter · Slepershaven/Slapershaven · Slijkplaat · Slikkenburg · Sluissche Veer · Smedekensbrugge · Spitsbroek · Steenhoven · Steenoven · Stenen Heule · Stroopuit · Terhofstede · Ter-Moere · Tol (Schoondijke) · Tol (Waterlandkerkje) · De Tol · Tragel · Turkeye · Valeiskreek · Veldzicht · Veldzicht (deels) · De Verkorting · Verklikker · Vuilpan · Wafeldorp · Waterhoek · Waterloo · Zandertje · Het Zwindorp

Historische plaatsen: De Keizer · Oude Stad (Aardenburg) · Pannenhuis · Potjes

Zeeland: Steden en dorpen in Zeeland      Nederland: Provincies · Gemeenten